# Avipes dillstedtianus
Avipes dillstedtianus (“pies de ave del pueblo Dillstedt”) es la única una especie conocida del género dudoso extinto Avipes de posible dinosaurio primitivo o dinosauriforme derivado, que vivió durante el Triásico medio, hace aproximadamente 240 millones de años, en el Ladiniano en lo que hoy es Europa. Es solo conocido por un metatarsiano descubierto en Bedheim, Turingia, Alemania, en los depósitos de arenisca "lettenkohlensandstein" y fue nombrado en 1932 por von Huene. Es considerado como un dudoso, por lo fragmentario del material y al no existir otros restos para una identificación positiva. Es considerado un pequeño dinosaurio antiguo debido al metatarso, que parece pertenecer a un animal digitígrado aunque también pudo ser un pterosaurio, un lagosuquido o cocodriliano u otro arcosaurio digitígrado. Si es un dinosaurio, es uno de los primeros y si está cerca del Lagosuchus está estrechamente relacionado con los dinosaurios. La especie tipo se llama Avipes dillstedtianus originalmente se pensó que era un celurosauriano o un ceratosaurio, pero los últimos estudios lo asignan como un arcosaurio indeterminado por Rauhut y Hungerbuhler en 2000. Medía aproximadamente 27 centímetros de alto, 90 de largo y pesaba 630 gramos.